# Teora
Teora è un comune italiano di 1 440 abitanti della provincia di Avellino in Campania.

## Storia
Il borgo di Teora ebbe origine come centro agricolo, pastorale e militare. In epoca romana vi morì il tribuno della plebe Milone durante la guerra civile tra Cesare e Pompeo. In un privilegio del 1200, concesso dal papa Innocenzo III a Pantaleone, arcivescovo di Conza, è riferita una località che nel nome sembra avvicinarsi a Teora, ovvero Tugurium Biarium. In realtà, tale paese, che nel 1464 risultava già disabitato (Teora era invece esistente), indica l'attuale zona rurale di Boiara, una località sita nell'attuale comune di Caposele dove ancora oggi si vedono, accanto alla chiesa di San Vito, i ruderi del castello. Durante il feudalesimo, esattamente nel 1322, era signore di Teora un tal Filippo; in seguito (1376) il suo feudo venne comprato dal conte Giacomo Arcuccio e successivamente passò ai Gesualdo. Dal 1676 Teora appartenne ai principi Mirelli sino all'abolizione della feudalità (1806).

La distruzione subita da Teora a seguito del sisma del 1980

Il paese fu colpito dal terremoto del 1694 e dal sisma del 1732. Notevoli danni furono causati anche dal terremoto dell'Irpinia del 1980, a seguito del quale il paese (tra i più vicini all'epicentro) ha ricevuto nel 2005 la medaglia d'oro al merito civile.
Nel 1913 fu aperta per volontà del sindaco Pasquale Luciani una sezione dell'Associazione nazionale del libero pensiero "Giordano Bruno", di cui si è celebrato il centenario nel 2013.

### Simboli
Lo stemma ufficiale è cosi descritto nello statuto comunale: «"tre monti sormontati da un toro con una T centrale e tre stelle su fondo celeste" il tutto incorniciato in uno scudo con una corona sovrastante».
Il gonfalone è un drappo di colore azzurro delle dimensioni di cm 95 x 160.

## Monumenti e luoghi d'interesse

### Fontana del monte
La fontana, detta anche dei morti, ha origini assai lontane che si fanno risalire al XII secolo quando la chiesa di Conza fu indicata da papa Callisto II come necropoli benedetta e per la fontana transitavano i carri diretti a Conza per seppellire i cadaveri. La fontana, completamente rifatta nei secoli a seguire, si mostra oggi composta da una semplice struttura muraria rettangorlare realizzata con cornici regolari a cui si addossa una semplice vasca in pietra da cui fuoriescono tre bocche lapidee di forma circolare.

### Chiesa di san Nicola di Mira
Non si conosce la data precisa di edificazione della chiesa poiché tutti gli atti andarono persi in un incendio nel 1690. Probabilmente la chiesa è stata più volte ricostruita sulle più remote tracce e realizzata, nella fisionomia giunta fino al 1980, nel XVI secolo. Per ben quattro volte la chiesa è stata distrutta da terremoti (1604, 1694, 1732, 1980). Oggi della maestosa struttura rimane soltanto un frammento spettrale della parete absidale, lo scheletro del settecentesco altare maggiore e le basi in pietra delle antiche colonne. 
Nella chiesa nuova, realizzata successivamente al sisma del 1980, sono conservati alcuni reperti, lignei e lapidei ed alcune tele, provenienti dalla distrutta chiesa e dalla Congrega dei Morti, anch'essa distrutta dal sisma del 1980.

### Mulino Corona
Situato ai margini del centro storico del paese, il mulino ad acqua appartenuto alla nobile famiglia Corona, accoglie i visitatori che provengono da nord-ovest. Una datazione certa della costruzione non è conosciuta ma si può, con buona approssimazione, collocare l'edificio alla fine del Settecento. L'attività del mulino si è conclusa negli anni cinquanta e il sisma del 23 novembre 1980 ha distrutto, poi, la parte centrale della costruzione.

### Fontana lavatoio del piano
Situata ad ovest del paese in località Tarantino, la costruzione in pietra chiara mostra un prospetto rettangolare suddiviso in tre zone da pilastri a fasce. L'acqua fuoriesce da cinque maschere in pietra per versarsi in tre vasche addossate alla parete. Nella zona retrostante della costruzione, sono situati lavatoi pubblici. Sul porticato di sinistra è incassata una lapide che risulta la più antica di Teora e fa riferimento al 1728, data in cui la fontana fu rifatta.

### Pietra dei matrimoni civili
La piazza Congrega è chiamata così per la presenza della cappella della Congrega. Un tempo, in quella piazzetta, vi era un tiglio all'ombra del quale era stato collocato un tavolo di pietra su cui venivano redatti atti pubblici ed il rito civile del matrimonio. Non si sa in qual tempo, il rito civile del matrimonio veniva celebrato all'aperto, in pubblico e su questa piazza; si sa, tuttavia la frase rituale, dialogata, che gli sposi recitavano a fine rito. Il tavolo è costituito da due pilastri di pietra con su una lastra spessa 20 cm.

## Società

### Evoluzione demografica
Abitanti censiti

### Etnie e minoranze straniere
Al 31 dicembre 2016 risultano residenti nel comune 73 cittadini stranieri

### Tradizioni e folclore

#### Scuacqualacchiun'
Maschera tipica teorese, solitamente legata al giorno di Sant'Antonio (17 gennaio), che segna l'inizio del carnevale. Un manichino è presente al Museo delle feste e delle tradizioni popolari già di Casertavecchia.

## Cultura

### Musei
Il principale museo cittadino è la pinacoteca provinciale. Inaugurata nel 2012, è costata circa seicentomila euro. Ospita mostre di arte contemporanea.

### Cucina

#### Pizza di san Martino
Gateau di patate generalmente preparato per la sera dell'11 novembre, festività del Santo. Curiosamente, nell'impasto, è inserita una monetina; il commensale che la trova nella propria porzione, decide il menù del pranzo che si tiene il 21 novembre (Cummit).

#### Altri piatti tipici
- Paparuol', sauchicch' e ov’ (peperoni, salsicce e uova)
- Paparuol' mbuttit’ (peperoni in agrodolce imbottiti con pane abbrustolito, uva sultanina e pinoli; è un piatto tipico natalizio)
- Lag'n' e fasul’ (tagliatelle e fagioli)
- Li scallatiell’ (scaldatelli-taralli)
- Li frascariedd’ (palline di polenta bianca)
- R' tumacedd’ (impasto di interiora di maiale macinate e rafano)
- Pizz', m'nestr' e fasul’ (pizza di farina di mais, verdura selvatica e fagioli)
- Pizza penta (dolce pasquale; generalmente conosciuto come la bambolina)
- Tagliarell' e cic'r’ (tagliatelle e ceci)
- Suffritt' d' puorc’ (carne di maiale e peperoni soffritti)
- R' rosp’ (pasta lievitata fritta; è altresì preparata una variante con ripieno di baccalà o alici; piatto natalizio)
- Cavatiedd’ (gnocchetti cavi fatti a mano)
- Tagliulin' cu ru latt’ (fettuccine al latte; piatto solitamente preparato in occasione dell'Ascensione)
- Fasul' e braciol' d' cot'c' int'a lu pignatiedd’ (involtini di cotenna di maiale e fagioli; il piatto è generalmente cotto in contenitori di coccio)
- La jlatina (gelatina di grasso di maiale)
- Lu tort'n' cu r' fritt'l’ (pasta di pane con frittelle di grasso di maiale)
- Tagliarell' vutat’ (tagliatelle all'aglio e olio passate in padella)
- Bucatin cu lu frishc'  (Bucatini o fusilli con peperoni sottaceto e spezzatino di maiale al sugo rosso piccante)

## Economia
Attività prevalenti: agricoltura, allevamento, artigianato, turismo.

## Infrastrutture e trasporti

### Strade
- Strada statale 7 Via Appia
- Strada statale 165 di Mater Domini
- Strada statale 691 Contursi-Lioni
- Strada provinciale 150

### Ferrovie
Il comune è servito dalla stazione di Morra De Sanctis-Teora, sulla ferrovia Avellino-Rocchetta Sant'Antonio, attiva solo per treni storici e/o turistici.

### Mobilità urbana
Il comune è collegato ai centri limitrofi da autolinee private.

## Amministrazione

### Sindaci
| Periodo | Periodo   | Primo cittadino         | Partito                   | Carica  | Note |
| ------- | --------- | ----------------------- | ------------------------- | ------- | ---- |
| 1990    | 1994      | Giuseppe Chirico        | lista civica              | Sindaco |      |
| 1994    | 1998      | Giuseppe Gerardo Casale | Forza Italia              | Sindaco |      |
| 1998    | 2003      | Giuseppe Gerardo Casale | centrodestra              | Sindaco |      |
| 2003    | 2005      | Salvatore Di Domenico   | lista civica              | Sindaco |      |
| 2006    | 2011      | Salvatore Di Domenico   | lista civica              | Sindaco |      |
| 2011    | 2021      | Stefano Farina          | lista civica              | Sindaco |      |
| 2021    | in carica | Pasquale Chirico        | lista civica Teora libera | Sindaco |      |

### Altre informazioni amministrative
Il territorio fa parte della Comunità montana Alta Irpinia e dell'Unione dei comuni Alto Ofanto.

## Sport

### Campo sportivo "Ettore Chirico"
Intitolato alla memoria di Ettore Chirico, calciatore e sindaco di Teora nel periodo del terremoto del 1980, si trova al centro del paese ed è un importante centro di aggregazione locale. Vi si svolgono settimanalmente gli incontri delle due squadre calcistiche del paese.

### Calcio
La principale squadra di calcio del comune è l'Accademia Calcio G.N. Sibilia che milita nel girone C campano di 2 categoria